# 가나야마성

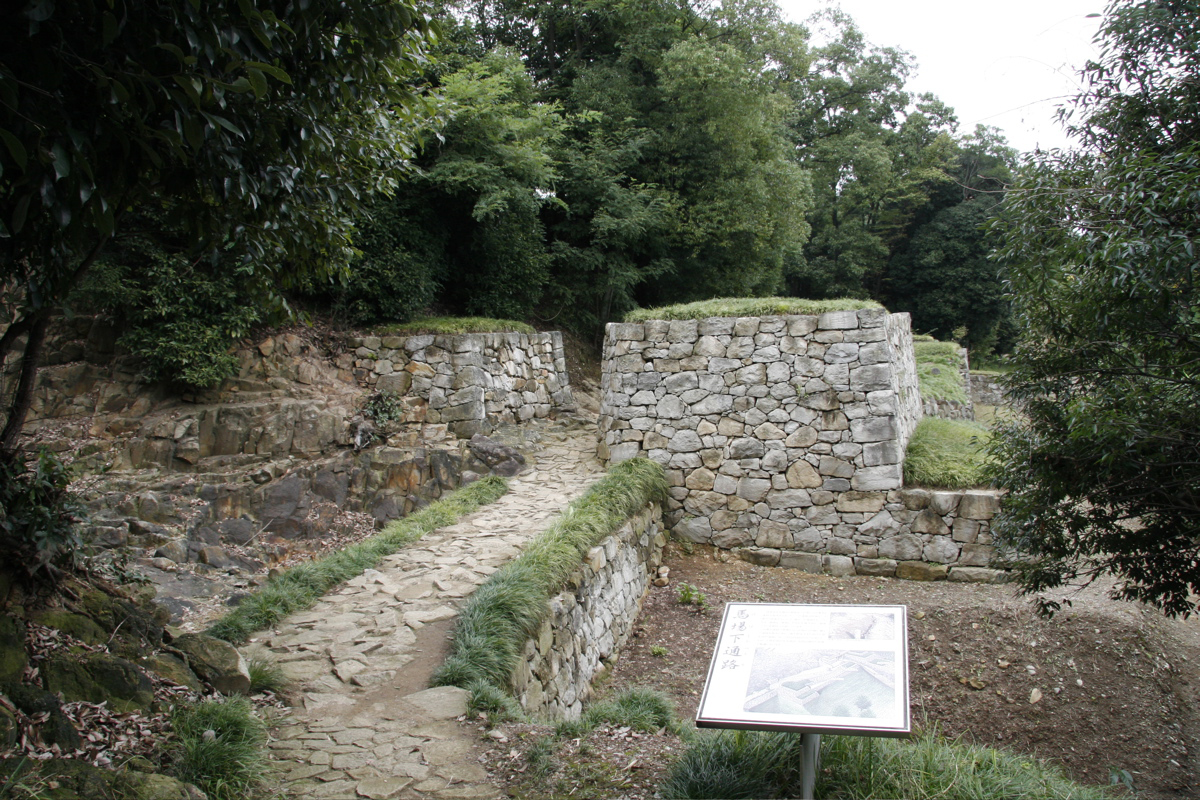
석벽

가나야마성(일본어: 金山城)은 군마현 오타시 중앙에 있는 높이 235.8m의 가나야마 산 전부를 요새로 만들어 축성된 산성이다. 이명으로 닛타 가나야마성(新田金山城) 혹은 지명을 따 오타 가나야마성(太田金山城)이라고 부르기도 한다. 센고쿠 시대 주변의 유력 다이묘 가문인 고 호조씨, 다케다씨, 우에스기씨의 공격을 수번에 거쳐 물리친 견성으로 간토 7대 명성 중 한 곳이다.

## 개요
일본식 산성과 조선식 산성의 특징이 혼합된 산성으로 가나야마 산 전산이 산성을 이루고 있다. 또, 간토에서는 좀처럼 볼 수 없는 석벽으로 된 성이다. 현재 산 정상부에 해당하는 혼마루 부분에는 닛타 신사가 건립되어 있다. 배후 경사면에는 석벽 일부가 남아 옛 모습 그대로 현존해 있으며 1단 아래에는 평상시에 취수원으로 사용된 것으로 보이는 히노이케(日の池, 해의 연못)와 쓰키노이케(月の池, 달의 연못)가 있다. 혼마루 남서쪽에는 니노마루, 산노마루가 일렬로 배치되 연곽식 산성이며, 이 본성이외에도 서쪽 능선에 사이조(西城)와 북쪽에 자리잡고 있는 높이 209.9m의 덴진 산에 사카나카 성(坂中城)이라고 불리는 별성이 있고, 이들 구루와와 이어진 능선과 본성의 구루와 주위는 구덩이(호리키리)를 조성해 성을 방비하고 있다.

## 역사
무로마치 시대
1469년 간토 관령 우에스기 가문에 가세한 닛타 가문 출신의 이와마쓰 이에즈미가 고가 구보 세력을 견제하기 위해 축성했다고 한다. 전승과 고문헌에 따르면 가마쿠라 시대 말기 닛타 요시사다가 성채를 조성한 것이 그 기원이라고는 하지만, 발굴조사에서 이와 관련된 유구를 찾을 수 없었다.
가나야마 산성이 축성될 무렵의 간토 정세는 고가 구보 아시카가 시게우지 세력과 간토 관령 우에스기 가문이 극한으로 대립한 시기였고, 간토는 두 세력으로 나뉘어 서로 다투게 된다. 이를 교토쿠의 난이라고 한다. 이러한 극한의 대치 중, 우에스기 가문의 집사직을 두고 불만을 품은 나가오 가게하루가 1476년 하치가타 성을 거점으로 난을 일으키는 나가오 가게하루의 난이 일어난다. 이에 우에스기 가문은 대립하던 고구 구보 세력과 화의를 맺고 우에스기 가문의 가신 오타 도칸의 활약으로 난은 진압되었다. 가나야마 산성은 나가오 가게하루 세력에 포위되었지만, 70여일간의 농성전 끝에 이를 격퇴하였다고 한다.
나가오 가게하루의 난이 있을 무렵에는 이와마쓰 가문은 이에즈미 세력과 아들 아키즈미 세력으로 분열되어 대립하였고, 이 대립은 중신 요코세 가문의 조력으로 해결되었다.
센고쿠 시대
1494년 절대적 권력을 쥔 이와마쓰 이에즈미가 죽자, 그 뒤를 손자 이와마쓰 히사즈미가 계승하였고, 이에 이와미쓰 아키즈미는 히사즈미를 비호하며 가나야마 산성에 머물고 있는 요코세 가문을 공격했다. 하지만, 가나야마 산성은 견성인 탓에 함락하지 못했고, 고가 구보 아시카가 시게우지의 개입으로 화의를 맺게된다. 이 화의에서 가문의 당주는 아키즈미의 손자, 즉 히사즈미의 아들 이와마쓰 마사즈미가 계승하였고, 아키즈미와 히사즈미는 배제되었다. 이런 탓에 요코세 가문은 어린 마사즈미를 이용해 전권을 장악한 후, 주가를 뒤엎고 센고쿠 다이묘로 거듭난다. 1565년 무렵 성을 요코세 씨에서 유라 씨로 개명한다.
1546년 가와고에 성 전투에서 간토 관령 우에스기 가문에 패배하자, 간토의 패권은 호조 우지야스에게 돌아갔고, 1552년 우에스기 노리마사의 히라이 성 함락 후, 노리마사가 에치고로 도피하자, 요코세 가문(후일 유라 가문)은 호조 가문에 종속한다. 1560년 에치고의 우에스기 겐신이 간토의 호조 가문을 제압하기 위해 출타하자, 이에 편승에 우에스기 가문에 가세하였다. 하지만, 1566년 호조 가문으로 이반하였고, 뒤이어 벌어진 우에스기 가문의 공격을 가나야마 산성에서 격퇴했다. 이후 호조 가문은 다케다 신겐의 스루가 침공으로 다케다 가문과의 동맹이 파기되자, 1569년 호조 가문은 유라 나리시게의 조력으로 우에스기 가문과 동맹을 맺는다.
아즈치모모야마 시대
1573년 호조 가문을 등에 업고, 유라 나리시게는 주변의 다테바야시 성을 함락한 후, 기류 가문의 거성 히샤쿠 산성도 손에 넣어 세력을 넓힌다. 호조 우지야스 사후, 호조 가문과 우에스기 가문간의 동맹은 파기되었고, 1574년 우에스기 겐신은 다시금 간토의 호조 가문을 공격하기 시작한다. 이에 가나야마 산성도 우에스기 겐신의 공세에 시달리지만, 번번이 격퇴하였다. 1578년 나리시게는 아들 유라 구니시게에게 성을 양도하고 히샤쿠 산성으로 거처를 옮긴다.
우에스기 가문과 호조 가문 사이에서 살아남아 세력을 신장한 유라 가문이었지만, 1583년 누마지리 전투를 앞두고 호조 가문에서 반 호조연합 세력(사타케 가문, 우쓰노미야 가문)에 가세해 호조 측의 고이즈미 성을 공격해 함락했다. 하지만, 결과적으로 누마지리 전투는 호조 가문의 승리로 끝이 났고, 유라 가문의 당주 유라 구니시게와 그의 동생 나가오 아키나가는 호조 가문의 책략에 의해 포로로 잡혔다. 유라 가문은 구니시게와 아키나가를 놓아주는 조건으로는 가나야마 산성을 양도하고 히샤쿠 산성으로 거처를 옮겨야 했다. 이를 대신해 가나야마 산성은 호조 가문의 가신이 성을 관리하였다.
1590년 도요토미 히데요시의 오다와라 정벌이 시작되자, 가나야마 산성은 마에다 도시이에가 이쓰는 도요토미 군의 공격을 받고 함락되었으며, 이후 폐성되었다. 유라 가문의 유라 구니시게와 그의 동생 나가오 아키나가는 호조 가문의 볼모로 잡혀 어쩔수 없이 오다와라 성에서 농성했지만, 그의 어머니 유라 데루코의 조력으로 유라 가문은 존속할 수 있었다. 전후, 호조 가문의 주전(主戰)파는 히데요시에 의해 자결을 명 받거나 추방되었다.
메이지 시대 이후
- 1875년(메이지 8년) 혼마루 부근에 닛타 요시사다를 모시는 닛타 신사가 건립되었다.
- 1934년(쇼와 9년) 12월 28일 가나야마 성터(金山城跡)로 국가 사적에 지정되었다.
- 2006년(헤세 18년) 4월 6일 일본 100대 명성에 선성되었다.

## 남아있는 건조물
현재 성을 구성하는 성문, 담, 망루 등은 남아 있지 않다. 하지만, 성루, 석벽, 해자로 볼 수 있는 구덩이 등은 잘 보존되어 있다. 그중, 우물인 히노이케와 쓰키노이케는 가나야마 산성의 상징으로써 현재에도 우물에 물이 고여있다. 또, 성의 건조물은 아니지만, 1875년 창건된 닛타 신사가 성의 혼마루에 들어서 있다. 현재 성터의 유구를 토대로 공원으로 정비되어 있다.

## 관광
교통
- 도부 철도 오타 역에서 하차, 도보로 약 50 ~ 70분소요.

주변 문화시설 및 관광명소
- 닛타 신사 - 혼마루
- 미카즈키무라 - 민속촌
- 세라다 동조궁
- 야부즈카 온천
- 이쿠시나 신사

## 같이 보기
- 유라 나리시게
- 이와마쓰 이에즈미
- 우에스기 겐신
- 호조 우지야스
- 오다와라 정벌
- 간토 7대 명성
  - 가나야마 산성
  - 가라사와 산성
  - 가와고에 성
  - 마에바시 성
  - 오시성
  - 오타 성
  - 우쓰노미야 성